# 복부인
《복부인》(複簿人)은 한국에서 제작된 임권택 감독의 1980년 드라마, 범죄, 코미디 영화이다. 한혜숙 등이 주연으로 출연하였고 김화식 등이 제작에 참여하였다.

## 출연

### 주연
- 한혜숙
- 박원숙
- 윤양하
- 김애경

### 조연
- 장철

## 기타
- 조명: 김강일
- 녹음: 이재웅
- 미술: 김유준